# Puchar Ligi Greckiej w piłce siatkowej mężczyzn (2020/2021)
Puchar Ligi Greckiej w piłce siatkowej mężczyzn 2020/2021 – 10. sezon rozgrywek o siatkarski puchar ligi greckiej zorganizowany przez Enosi Somation Amiwomenon Petosferiston (ESAP). Zainaugurowany został 16 października 2020 roku.
W rozgrywkach udział wzięło 9 drużyn. Składały się z fazy grupowej oraz turnieju finałowego. W fazie grupowej drużyny rywalizowały w trzech grupach. Do turnieju finałowego awans uzyskali zwycięzcy poszczególnych grup oraz najlepsza drużyna z drugiego miejsca.
Turniej finałowy odbył się w dniach 17-18 kwietnia 2021 roku w hali sportowej "Dimitrios Wikielas" w Werii. Po raz drugi puchar ligi greckiej zdobył AO Foinikas ONEX Syros, który w finale pokonał APS Filipos Weria.
MVP wybrany został Słoweniec Žiga Štern.
Turniej poświęcony był pamięci greckiego siatkarza Nikosa Samarasa.

## System rozgrywek
Rozgrywki o puchar ligi greckiej w sezonie 2020/2021 składały się z fazy grupowej i turnieju finałowego.
W fazie grupowej drużyny podzielone zostały na trzy grupy (A, B i C). W grupie A znalazły się drużyny z północnej Grecji, natomiast do pozostałych grup zespoły przydzielone zostały w drodze losowania. W każdej grupie drużyny rozgrywały ze sobą po jednym spotkaniu. Do turnieju finałowego awans uzyskali zwycięzcy poszczególnych grup oraz najlepsza drużyna z drugiego miejsca.
Turniej finałowy składał się z półfinałów i finału. Pary półfinałowe powstały w drodze losowania. W ramach półfinałów i finału rozgrywany był jeden mecz.

## Drużyny uczestniczące
W rozgrywkach o puchar ligi greckiej w sezonie 2020/2021 uczestniczyło 9 drużyn: AO Foinikas ONEX Syros, AONS Milon, AOP Kifisias, APS Filipos Weria, Iraklis Petosferisi 2015, OFI, Olympiakos SFP, Panathinaikos AO oraz PAOK.
Wszystkie drużyny miały grać w najwyższej klasie rozgrywkowej – Volley League – jednak przed początkiem sezonu z udziału w lidze zrezygnował klub Iraklis Petosferisi 2015.

## Rozgrywki

### Faza grupowa

#### Grupa A
Tabela
| Lp. | Drużyna                  | Pkt | Mecze | Mecze   | Mecze   | Sety | Sety | Sety  | Małe punkty | Małe punkty | Małe punkty |
| Lp. | Drużyna                  | Pkt | M     | W (3:2) | P (2:3) | wyg. | prz. | ratio | zdob.       | str.        | ratio       |
| --- | ------------------------ | --- | ----- | ------- | ------- | ---- | ---- | ----- | ----------- | ----------- | ----------- |
| 1   | PAOK                     | 6   | 2     | 2 (0)   | 0 (0)   | 6    | 0    | MAX   | 151         | 125         | 1.208       |
| 2   | APS Filipos Weria        | 3   | 2     | 1 (0)   | 1 (0)   | 3    | 3    | 1.000 | 144         | 135         | 1.067       |
| 3   | Iraklis Petosferisi 2015 | 0   | 2     | 0 (0)   | 2 (0)   | 0    | 6    | 0.000 | 117         | 152         | 0.770       |

Źródło: Volley League – Data Project (gr.)
Punktacja: 3:0 i 3:1 – 3 pkt; 3:2 – 2 pkt; 2:3 – 1 pkt; 1:3 i 0:3 – 0 pkt
Zasady ustalania kolejności: 1. liczba punktów; 2. liczba zwycięstw; 3. stosunek setów; 4. stosunek małych punktów; 5. bilans w bezpośrednich meczach
Wyniki spotkań
| 16.10.2020 18:00 (UTC+3) | APS Filipos Weria | 3:0 (27:25, 25:20, 25:14) | Iraklis Petosferisi 2015 | Hala sportowa "Dimitrios Wikielas", Weria Sędziowie: Aleksandros Awramidis i Teofilos Stawrianidis |

| 17.10.2020 20:00 (UTC+3) | PAOK | 3:0 (25:20, 25:20, 25:18) | Iraklis Petosferisi 2015 | Hala sportowa "Dimitrios Wikielas", Weria Sędziowie: Charalambos Papadogulas i Eleni Daniilidu |

| 18.10.2020 20:00 (UTC+3) | APS Filipos Weria | 0:3 (24:26, 22:25, 21:25) | PAOK | Hala sportowa "Dimitrios Wikielas", Weria Sędziowie: Emanuil Jeorjadis i Stelios Papakosmas |

#### Grupa B
Tabela
| Lp. | Drużyna                | Pkt | Mecze | Mecze   | Mecze   | Sety | Sety | Sety  | Małe punkty | Małe punkty | Małe punkty |
| Lp. | Drużyna                | Pkt | M     | W (3:2) | P (2:3) | wyg. | prz. | ratio | zdob.       | str.        | ratio       |
| --- | ---------------------- | --- | ----- | ------- | ------- | ---- | ---- | ----- | ----------- | ----------- | ----------- |
| 1   | AO Foinikas ONEX Syros | 5   | 2     | 2 (1)   | 0 (0)   | 6    | 2    | 3.000 | 189         | 167         | 1.132       |
| 2   | Panathinaikos AO       | 3   | 2     | 1 (0)   | 1 (0)   | 3    | 4    | 0.750 | 151         | 157         | 0.962       |
| 3   | AONS Milon             | 1   | 2     | 0 (0)   | 2 (1)   | 3    | 6    | 0.500 | 193         | 209         | 0.923       |

Źródło: Volley League – Data Project (gr.)
Punktacja: 3:0 i 3:1 – 3 pkt; 3:2 – 2 pkt; 2:3 – 1 pkt; 1:3 i 0:3 – 0 pkt
Zasady ustalania kolejności: 1. liczba punktów; 2. liczba zwycięstw; 3. stosunek setów; 4. stosunek małych punktów; 5. bilans w bezpośrednich meczach
Wyniki spotkań
| 16.10.2020 16:00 (UTC+3) | Panathinaikos AO | 3:1 (21:25, 25:21, 25:15, 25:20) | AONS Milon | Hala sportowa "Krisos Persis", Nea Smirni Sędziowie: Lemonia Mula i Panajota Randtsiu |

| 17.10.2020 17:30 (UTC+3) | AO Foinikas ONEX Syros | 3:2 (25:21, 29:31, 19:25, 25:23, 15:12) | AONS Milon | Hala sportowa "Krisos Persis", Nea Smirni Sędziowie: Dimitrios Onopas i Irini Mula |

| 18.10.2020 19:30 (UTC+3) | Panathinaikos AO | 0:3 (19:25, 24:26, 12:25) | AO Foinikas ONEX Syros | Hala sportowa "Krisos Persis", Nea Smirni Sędziowie: Epaminondas Jerotodoros i Aleksandros Milonakis |

#### Grupa C
Tabela
| Lp. | Drużyna        | Pkt | Mecze | Mecze   | Mecze   | Sety | Sety | Sety  | Małe punkty | Małe punkty | Małe punkty |
| Lp. | Drużyna        | Pkt | M     | W (3:2) | P (2:3) | wyg. | prz. | ratio | zdob.       | str.        | ratio       |
| --- | -------------- | --- | ----- | ------- | ------- | ---- | ---- | ----- | ----------- | ----------- | ----------- |
| 1   | Olympiakos SFP | 6   | 2     | 2 (0)   | 0 (0)   | 6    | 0    | MAX   | 155         | 113         | 1.372       |
| 2   | AOP Kifisias   | 3   | 2     | 1 (0)   | 1 (0)   | 3    | 4    | 0.750 | 157         | 163         | 0.963       |
| 3   | OFI            | 0   | 2     | 0 (0)   | 2 (0)   | 1    | 6    | 0.167 | 143         | 179         | 0.799       |

Źródło: Volley League – Data Project (gr.)
Punktacja: 3:0 i 3:1 – 3 pkt; 3:2 – 2 pkt; 2:3 – 1 pkt; 1:3 i 0:3 – 0 pkt
Zasady ustalania kolejności: 1. liczba punktów; 2. liczba zwycięstw; 3. stosunek setów; 4. stosunek małych punktów; 5. bilans w bezpośrednich meczach
Wyniki spotkań
| 16.10.2020 17:00 (UTC+3) | Olympiakos SFP | 3:0 (25:16, 25:11, 30:28) | OFI | Hala sportowa "Melina Merkuri", Ajos Joanis Rendis Sędziowie: Nikolaos Frangakis i Panajotis Chandrinos |

| 17.10.2020 17:00 (UTC+3) | OFI | 1:3 (25:23, 24:26, 23:25, 16:25) | AOP Kifisias | Hala sportowa "Melina Merkuri", Ajos Joanis Rendis Sędziowie: Konstandinos Wuduris i Spiros Prendzas |

| 18.10.2020 17:00 (UTC+3) | Olympiakos SFP | 3:0 (25:21, 25:19, 25:18) | AOP Kifisias | Hala sportowa "Melina Merkuri", Ajos Joanis Rendis Sędziowie: Michail Kutsulas i Teodora Kiriopulu |

### Turniej finałowy

#### Drabinka
|  |                        |                        |                        |                        |   |                   |                   |       |
|  | Półfinały              | Półfinały              | Półfinały              |                        |   | Finał             | Finał             | Finał |
|  | Półfinały              | Półfinały              | Półfinały              |                        |   | Finał             | Finał             | Finał |
|  |                        |                        |                        |                        |   |                   |                   |       |
|  |                        |                        |                        |                        |   |                   |                   |       |
|  | APS Filipos Weria      | APS Filipos Weria      | 3                      |                        |   |                   |                   |       |
|  | APS Filipos Weria      | APS Filipos Weria      | 3                      |                        |   |                   |                   |       |
|  | PAOK                   | PAOK                   | 1                      |                        |   |                   |                   |       |
|  | PAOK                   | PAOK                   | 1                      |                        |   | APS Filipos Weria | APS Filipos Weria | 1     |
|  |                        |                        |                        |                        |   | APS Filipos Weria | APS Filipos Weria | 1     |
|  |                        |                        | AO Foinikas ONEX Syros | AO Foinikas ONEX Syros | 3 |                   |                   |       |
|  | Olympiakos SFP         | Olympiakos SFP         | AO Foinikas ONEX Syros | AO Foinikas ONEX Syros | 3 | 0                 |                   |       |
|  | Olympiakos SFP         | Olympiakos SFP         |                        |                        |   |                   |                   |       |
|  | AO Foinikas ONEX Syros | AO Foinikas ONEX Syros | 3                      |                        |   |                   |                   |       |
|  | AO Foinikas ONEX Syros | AO Foinikas ONEX Syros | 3                      |                        |   |                   |                   |       |
|  |                        |                        |                        |                        |   |                   |                   |       |

#### Półinały
| 17.04.2021 17:00 (UTC+3) | APS Filipos Weria | 3:1 (25:19, 25:23, 23:25, 25:23) | PAOK | Hala sportowa "Dimitrios Wikielas", Weria Sędziowie: Emanuil Jeorjadis i Eleni Daniilidu |

| 17.04.2021 20:00 (UTC+3) | Olympiakos SFP | 0:3 (17:25, 20:25, 20:25) | AO Foinikas ONEX Syros | Hala sportowa "Dimitrios Wikielas", Weria Sędziowie: Epaminondas Jerotodoros i Wasilios Wasiliadis |

#### Finał
| 18.04.2021 20:00 (UTC+3) | APS Filipos Weria | 1:3 (15:25, 21:25, 25:22, 20:25) | AO Foinikas ONEX Syros | Hala sportowa "Dimitrios Wikielas", Weria Sędziowie: Epaminondas Jerotodoros i Wasilios Wasiliadis |